# Flockenblumen-Grünwidderchen
Das Flockenblumen-Grünwidderchen (Jordanita globulariae) ist ein Schmetterling aus der Familie der Widderchen (Zygaenidae).

## Merkmale
Die Falter erreichen eine Vorderflügellänge von 10,5 bis 17,0 Millimeter bei den Männchen und 7,7 bis 10,1 Millimeter bei den Weibchen. Kopf, Thorax, Beine und Abdomen schimmern grün, bläulich grün oder blau, wobei der Schimmer auf dem Abdomen weniger intensiv ist. Die Fühler bestehen aus 37 bis 42 Segmenten. Die Flügel sind breit, die Vorderflügeloberseite schimmert grün, bläulich grün oder blau. Der Hinterflügel ist leicht transluzent, die Oberseite ist grau bis hellgrau. Die Flügelunterseiten sind grau. Die Weibchen sind deutlich kleiner und haben schmalere und distal abgerundetere Flügel. Die Art ist in einer Vielzahl von Merkmalen sehr variabel. Dazu zählen unter anderem Größe, Färbung, Intensität des Glanzes, Fühlerlänge, Flügeladerung und genitalmorphologische Merkmale.
Bei den Männchen sind die ventral zum Sacculus befindlichen Valvenfortsätze sehr lang. Der Aedeagus ist etwa fünfmal länger als breit. Auf der Blase ist eine Gruppe feiner Nadeln vorhanden, ein Feld mit Stacheln fehlt. Das 8. Abdominalsternit bedeckt nur den proximalen Teil des Segments, so dass die distalen Valvenfortsätze nach der Entfernung der Abdomenschuppen sichtbar sind.
Bei den Weibchen ist das Ostium abgerundet und hinsichtlich der Abdomenachse asymmetrisch. Das Antrum ist transluzent, breiter als das Ostium und gerieft. Der Ductus bursae ist kurz, transluzent, abgeknickt und leicht gebogen. Das Corpus bursae ist eiförmig, die charakteristischen Nadeln sind sehr klein und fragil und nur unter dem Mikroskop sichtbar. Das 7. Abdominalsternit ist distal leicht eingebuchtet, so dass das asymmetrische Ostium nach der Entfernung der Abdomenschuppen deutlich sichtbar ist.
Das Ei ist grünlich gelb.
Die Färbung der Raupen ist variabel. Der Kopf und der Rücken des Prothorakalsegments sind braun. Der Körper ist grau, graubraun oder gelblich grau und mit dunkelgrauen Linien gezeichnet. Die Warzen sind rötlich, die Beine sind schwarzbraun.
Die Puppe ist fahlbraun oder gelblich braun bis grünschwarz.
Der Kokon ist grünlich weiß oder bräunlich grau und von einem langgestreckten, ovalem Gespinst aus Seide und Erdpartikeln umgeben.

### Ähnliche Arten
Jordanita globulariae ist in seiner Färbung und Größe so variabel, dass sie mit fast allen breitflügeligen Arten verwechselt werden kann. Bei den Weibchen ist das abgerundete, asymmetrische Ostium frei sichtbar. Von ähnlichen Arten kann Jordanita globulariae genitalmorphologisch unterschieden werden.

## Verbreitung
Das Flockenblumen-Grünwidderchen ist im Westen von der Iberischen Halbinsel über West-, Mittel- und Osteuropa bis zum Ural im Osten verbreitet. Im Süden reicht das Verbreitungsgebiet über die Balkanhalbinsel bis in den Nordwesten der Türkei.
In Spanien und im Süden Frankreichs besiedelt die Art trockene Hänge oder grasige, blütenreiche Lichtungen in Wäldern, gelegentlich auch leicht feuchte Wiesen. Im übrigen Europa lebt die Art auf feuchten Wiesen oder trockenen grasigen Hügeln. In Norditalien ist die Art auf trockene Graslandschaften in der Ebene beschränkt.

## Biologie
Die Weibchen legen die Eier in Reihen an der Blattunterseite ab, dies geschieht während der wärmsten Tageszeit. Die Larven entwickelt sich an Flockenblumenarten (Centaurea), der Knolligen Kratzdistel (Cirsium tuberosum) und Kugelblumenarten (Globularia). Der Kokon wird dicht unter der Bodenoberfläche oder in der Laubstreu angelegt.